# Saison 2008-2009 du FC Lorient
Maillots
Chronologie
Saison précédente Saison suivante
La saison 2008-2009 du FC Lorient voit le club évoluer dans le championnat de France de football.
Après un début de saison délicat, le club obtient une série de bons résultats à l'automne qui lui permettent de se fixer en milieu de tableau. L'équipe termine la saison à la 10e place du classement.

## Effectif
Gardiens
- 1 Lionel Cappone
- 16 Fabien Audard
- 30  Alban Joinel

Défenseurs
- 2 Michaël Ciani
- 3 Marc Boutruche
- 5 Benjamin Genton
- 15 Jérémy Morel
- 14 Arnaud Le Lan
- 29 Sylvain Marchal
- 22 Bakary Soro

Milieux
- 4 Andrew Jacobson
- 6 Fabrice Abriel
- 7 Oscar Ewolo
- 11 Ulrich Le Pen
- 12 Bertrand Robert
- 18 Morgan Amalfitano
- 20 Antoine Buron
- 21 Ricardo Sophie
- 23 Yazid Mansouri
- 24 Christophe Jallet
- 27 Hamed Namouchi
- 26 Yann Jouffre
- 35 Rafik Bouderbal

Attaquants
- 8 André Ayew
- 11Gabriel Obertan
- 9 Kevin Gameiro
- 13 Rafik Saïfi
- 19 Marama Vahirua
- 25 Julian Pinard
- 28 Fabien Robert

## Staff technique et direction
- Entraineur : Christian Gourcuff
- Entraineur adjoint : Sylvain Ripoll
- Entraineur des gardiens : Patrick L'Hostis
- Préparateur physique : Floriant Simon
- Président : Loïc Féry

## Matchs amicaux
| Date       | Adversaires (division)          | Lieu       | Résultat | Buteurs pour le FCL                       | Spectateurs |
| ---------- | ------------------------------- | ---------- | -------- | ----------------------------------------- | ----------- |
| 9 juillet  | Vannes OC (Ligue 2)             | Languidic  | 0–0      | —                                         | ?           |
| 12 juillet | Stade Brestois (Ligue 2)        | Bannalec   | 0–1      | —                                         | ~600        |
| 19 juillet | ES Troyes AC (Ligue 2)          | Locminé    | 3–2      | Gameiro (21e), Abriel (47e), Robert (52e) | ?           |
| 23 juillet | Le Havre AC (Ligue 1)           | Dinan      | 1–1      | Ciani (41e)                               | ?           |
| 27 juillet | Girondins de Bordeaux (Ligue 1) | Carnac     | 0–1      | —                                         | ?           |
| 30 juillet | FC Nantes (Ligue 1)             | La Baule   | 0–1      | —                                         | 4 000       |
| 2 août     | SM Caen (Ligue 1)               | Ouistreham | 3–1      | Gameiro (55e, 65e), Robert (56e)          | ?           |

## Ligue 1

### Rencontres
| Journée | Date         | Adversaire             | Lieu | Résultat | Place | Buteurs pour le FCL                    | Spectateurs |
| ------- | ------------ | ---------------------- | ---- | -------- | ----- | -------------------------------------- | ----------- |
| 1       | 9 août       | Le Mans UC             | E    | 1–0      | 7     | Jallet 57e sp                          | 8 595       |
| 2       | 16 août      | Olympique lyonnais     | D    | 0–0      | 5     | —                                      | 14 621      |
| 3       | 23 août      | Valenciennes FC        | E    | 1–3      | 12    | Gameiro 51e                            | 12 044      |
| 4       | 30 août      | AJ Auxerre             | D    | 0–2      | 16    | —                                      | 9 366       |
| 5       | 13 septembre | AS Monaco              | E    | 0–2      | 17    | —                                      | 6 928       |
| 6       | 20 septembre | SM Caen                | D    | 1–1      | 17    | Saïfi 35e                              | 10 340      |
| 7       | 27 septembre | FC Sochaux             | E    | 1–1      | 17    | Ayew 38e                               | 12 296      |
| 8       | 4 octobre    | Girondins de Bordeaux  | D    | 1–2      | 18    | Ciani 58e                              | 11 279      |
| 9       | 18 octobre   | Paris SG               | E    | 2–3      | 18    | Saïfi 12e Abriel 38e                   | 38 529      |
| 10      | 25 octobre   | FC Nantes              | D    | 3–0      | 17    | Abriel 31e Morel 55e Gameiro 77e       | 13 128      |
| 11      | 29 octobre   | AS Saint-Étienne       | E    | 4–1      | 14    | Morel 19e Robert 55e/69e Ayew 88e      | 25 329      |
| 12      | 1er novembre | Grenoble Foot          | D    | 1–1      | 14    | Abriel 58e sp                          | 10 688      |
| 13      | 8 novembre   | OGC Nice               | D    | 0–1      | 15    | —                                      | 10 023      |
| 14      | 15 novembre  | Olympique de Marseille | E    | 3–2      | 13    | Amalfitano 76e Abriel 84e Gameiro 88e  | 48 878      |
| 15      | 22 novembre  | Toulouse FC            | D    | 1–0      | 13    | Gameiro 75e                            | 9 578       |
| 16      | 29 novembre  | Lille OSC              | E    | 1–1      | 13    | Rami (csc) 36e                         | 12 763      |
| 17      | 7 décembre   | AS Nancy-Lorraine      | D    | 1–0      | 11    | Gameiro 83e                            | 10 326      |
| 18      | 14 décembre  | Le Havre AC            | E    | 3–1      | 9     | Mansouri 41e Vahirua 45+2e 69e         | 12 675      |
| 19      | 20 décembre  | Stade rennais          | D    | 1–2      | 9     | Morel 45+1er                           | 14 366      |
| 20      | 10 janvier   | Olympique lyonnais     | E    | 1–1      | 9     | Abriel 42e                             | 34 809      |
| 21      | 17 janvier   | Valenciennes FC        | D    | 1–1      | 9     | Ciani 43e                              | 11 816      |
| 22      | 31 janvier   | AJ Auxerre             | E    | 0–0      | 9     | —                                      | 11 972      |
| 23      | 7 février    | AS Monaco              | D    | 1–1      | 9     | Abriel 60e                             | 9 775       |
| 24      | 14 février   | SM Caen                | E    | 1–1      | 9     | Saïfi 47e                              | 16 665      |
| 25      | 21 février   | FC Sochaux             | D    | 1–2      | 9     | Gameiro 23e                            | 11 588      |
| 26      | 1er mars     | Girondins de Bordeaux  | E    | 0–1      | 9     | —                                      | 22 670      |
| 27      | 7 mars       | Paris SG               | D    | 0–1      | 10    | —                                      | 12 206      |
| 28      | 14 mars      | FC Nantes              | E    | 1–1      | 12    | Morel 78e                              | 22 381      |
| 29      | 22 mars      | AS Saint-Étienne       | D    | 3–1      | 11    | Amalfitano 12e Vahirua 13e Saïfi 90+2e | 11 100      |
| 30      | 4 avril      | Grenoble Foot          | E    | 3–1      | 9     | Gameiro 29e Obertan 51e Amalfitano 78e | 16 297      |
| 31      | 11 avril     | OGC Nice               | E    | 0–2      | 9     | —                                      | 8 684       |
| 32      | 19 avril     | Olympique de Marseille | D    | 1–2      | 11    | Gameiro 8e                             | 13 093      |
| 33      | 26 avril     | Toulouse FC            | E    | 1–1      | 12    | Ayew 85e                               | 18 083      |
| 34      | 2 mai        | Lille OSC              | D    | 3–1      | 11    | Ciani 64e Saïfi 87e Abriel 90e         | 11 573      |
| 35      | 13 mai       | AS Nancy-Lorraine      | E    | 2–2      | 10    | Gameiro 53e, 82e                       | 18 148      |
| 36      | 16 mai       | Le Havre AC            | D    | 1–1      | 10    | Vahirua 63e                            | 10 675      |
| 37      | 23 mai       | Stade rennais          | E    | 1–3      | 10    | Vahirua 78e                            | 27 728      |
| 38      | 30 mai       | Le Mans UC             | D    | 1–1      | 10    | Ciani 36e                              | 11 074      |

### Buteurs
Dernière mise à jour : le 1er juin 2009 à 14h11
- 11 buts
  - Kevin Gameiro
- 7 buts
  - Fabrice Abriel
- 6 buts
  - Jérémy Morel
- 5 buts
  - Rafik Saïfi
- 4 buts
  - Marama Vahirua
  - Michaël Ciani
- 3 buts
  - Morgan Amalfitano
  - André Ayew
- 2 buts
  - Bertrand Robert
- 1 but
  - Christophe Jallet
  - Gabriel Obertan

### Passeurs
- 8 passes
  - Kevin Gameiro
- 7 passes
  - Marama Vahirua
- 4 passes
  - Fabrice Abriel
  - Jérémy Morel
- 2 passes
  - Ulrich Le Pen
- 1 passe
  - André Ayew
  - Rafik Saïfi
  - Yann Jouffre
  - Christophe Jallet
  - Yazid Mansouri
  - Morgan Amalfitano

### Cartons
Dernière mise à jour : le 16 mai 2009 à 22h48

#### Jaunes
- 8 cartons
  - Sylvain Marchal
- 5 cartons
  - Christophe Jallet
  - Michaël Ciani
- 4 cartons
  - Morgan Amalfitano
  - Jérémy Morel
- 3 cartons
  - André Ayew
  - Benjamin Genton
- 2 cartons
  - Yazid Mansouri
  - Fabrice Abriel
  - Yann Jouffre
  - Hamed Namouchi
- 1 carton
  - Fabien Audard
  - Ulrich Le Pen
  - Rafik Saïfi
  - Fabien Robert
  - Michaël Ciani
  - Oscar Ewolo
  - Arnaud Le Lan
  - Kevin Gameiro
  - Gabriel Obertan
  - Jean Calvé

#### Rouges
- 1 carton
  - Arnaud Le Lan

## Coupe de la Ligue de football
| 16e de finale                 | FC Lorient | 0–3   | RC Lens                         | Stade du Moustoir Lorient   |                             |
| Mercredi 24 septembre 21 h 00 |            | (0–0) | Jemâa (60e, 66e), Boukari (93e) | Arbitrage : Laurent Duhamel | Arbitrage : Laurent Duhamel |

## Coupe de France de football
| Journée        | Date       | Adversaire    | Lieu | Résultat   | Buteurs pour le FCL      | Spectateurs |
| -------------- | ---------- | ------------- | ---- | ---------- | ------------------------ | ----------- |
| 32es de finale | 3 janvier  | Alençon       | E    | 2–2 a.p.   | Gameiro 71e Namouchi 74e | 3200        |
| 32es de finale | 3 janvier  | Alençon       | E    | 3-2 t.a.b. | Le Lan, Namouchi, Morel  | 3200        |
| 16es de finale | 24 janvier | Tours FC      | D    | 2–1 a.p.   | Obertan 19e Gameiro 107e | 4810        |
| 8es de finale  | 4 mars     | Stade rennais | E    | 0–3        | —                        | 14 650      |